# Újvidéki egyezmény
Az újvidéki egyezményt 1954. december 10-én kötötték meg többnyire horvát és szerb, részben bosnyák és montenegrói nyelvészek.

## Előzmények
A délszláv nyelvek egyesítése iránti vágy első hivatalos nyilatkozata a 104 évvel az újvidéki megállapodás előtt született bécsi irodalmi megállapodás volt. Ez a megállapodás nem volt kötelező érvényű dokumentum, mivel nem ratifikálták a lakosság felhatalmazott képviselői, és nem vettek részt kulcsfontosságú nyelvészek az aláírásban, így ebből a megállapodásból nem lett semmi. Körülbelül hetven évvel később létrejött az első délszláv állam, a Szerb–Horvát–Szlovén Királyság. Ebben a nyelvet kezdetben szerb-horvát-szlovénként, később pedig már csak szerbhorvátként határozták meg. A korábbi időszakokban nem is lehetett ebben a kérdésben közös nevezőre jutni, mert az említett két nyelv történelmi fejlődése, amely önmagában is külön történetűként legitimálja őket, teljesen eltérő volt.
A szerb irodalmi nyelv fejlődését ugyanis egy olyan útvonal jelöli ki, amely a Nemanjić-nyelv (azaz főként az egyházi szláv nyelv), ezt követően a ruszkoszláv nyelv, mint a szerb ortodox egyház hivatalos nyelve (Nagy Péter orosz cár ajándékaként egészen a közelmúltig volt használatban) és végül Vuk Karadžić nyelvi reformjaként alakult ki a mai szerb nyelv.
A horvát út más volt, jellemzője az öt-hat évszázada szakadatlan, legalább három nyelvjárású irodalmi stilizáció. Míg a horvátok számára teljesen normális jelenség az irodalmi nyelv háromnyelvű eredete, addig Vuk Karadžić a monodialektus kizárólagossága mellett döntött. A szerb-horvát nem maradhatott fenn normál körülmények között azon egyszerű oknál fogva, hogy addig, sőt azóta sem volt soha senkinek az anyanyelve. Vagyis csak a hatalom erejével, főleg a Karađorđevićek Jugoszláviája idején maradhatott fenn, sőt egy ideig szerb-horvát-szlovén nyelvre terjedt ki.
1929-ben igazi puccs történt: a Szerb–Horvát–Szlovén Királyság akkori oktatási minisztériuma eltörölte Ivan Broz horvát írásmódját, és kiadta minden általános, közép- és szakiskola számára a Helyesírási Utasítást. „Hazánk összes iskolájában – áll az előszóban – egy írásmódot alkalmaznak, Vuk Karadžić nagyszerű nyelvi és helyesírási reformja alapján (...) Ezt az írásmódot minden iskolánkban be kell vezetni.” Az ajtó egy új előírt nyelv és helyesírás, pontosan a horvátországi ekavizációs nyelv előtt nyílt meg. Ez a folyamat a Horvát Bánság (1939–1941) idején némileg megtorpant. Ennél azonban fontosabb, hogy a horvát irodalom vagy képletesen fogalmazva az irodalom folyója a kényszerek és tilalmak ellenére tovább folyt a maga folyásában, többnyire saját medrében, azaz nyelvi folyásában maradva.

## Az újvidéki megállapodás
A második világháború után Horvátország a szövetségi Jugoszláviában találta magát. Érdekes, hogy Jugoszlávia Népi Felszabadításának Antifasiszta Tanácsa (AVNOJ) már a második ülésén rendelkezett arról, hogy minden határozatát, parancsát és kiáltványát négy nyelven kell közzétenni, nevezetesen „szerbül, horvátul, szlovénul és macedón nyelven”, mert „ezek a nyelvek egyenrangúak Jugoszlávia egész területén.”
Később a négy nyelven új alkotmányt hirdettek ki. A Hivatalos Közlönyben az említett négy nyelven megjelent szövegeket is hitelesnek tekintették. Jogi szempontból ily módon biztosították a horvát irodalmi nyelv létét és elnevezését. Ennek alapján a zágrábi Horvát Filológiai Társaság megkezdte egy új, háború utáni helyesírás elkészítését, és 1952-ben elindította a Jezik (Nyelv) című folyóiratot, a horvát irodalmi nyelv kultúrájának folyóiratát, amelynek élén a tapasztalt Ljudevit Jonke főszerkesztő állt. Abban az időben a kommunista mozgalom internacionalista jellege, valamint a Kommunisták Szövetségének az akkori Jugoszláviában betöltött vezető szerepe miatt nagyszámú nemzetközi kifejezés került be a nyelvbe. A további globalizáció és az anglicizmusok bevezetése a mai napig tart.
A háború utáni új írásmódra való felkészülés jegyében a szerb fél a Matica Srpska évkönyvén keresztül közzétette az Ankét a szerb-horvát nyelv és helyesírás kérdéseiről című kiadványt, azzal a céllal, hogy egyetlen szerb-horvát nyelvet szorgalmazzon, mely a szerb-horvát nyelvterületen 1954 szeptemberéig egyetlen írásmóddal és egyetlen terminológiával rendelkezik. Az évkönyv mintegy negyven résztvevő válaszait és kifogásait tette közzé.
Az ankét eredményeként, tulajdonképpen a szerb irodalomtörténész Jovan Skerlić 1912-es ankétját lemásolva Aleksandar Ranković belügyminiszter védnöksége alatt ülést tartottak, ahol arra a következtetésre jutottak, hogy a horvát, a szerb, és a montenegrói nyelv egy nyelv, tehát ez a két központ, Zágráb és Belgrád körül kialakult irodalmi nyelvre is igaz, amely azonban egyedülálló két kiejtéssel, ekav és ijekav (azaz e-ző és ijé-ző) kiejtéssel rendelkezik. A hivatalos használatban lévő nyelv nevében ki kell emelni mindkét részt (a horvátot és a szerbet egyaránt), hogy mindkét kiejtés (ijekav és ekav) és mindkét írás (latin és cirill) azonos. Megállapították, hogy szükség van a horvátszerb/szerbhorvát irodalmi nyelv referenciaszótárának, terminológiai szótárának és helyesírásának létrehozására. E következtetések alapján közös helyesírás született, amelyet 1960-ban a Matica hrvatska adott ki „A horvátszerb irodalmi nyelv helyesírása helyesírási szótárral”, a Matica srpska pedig Helyesírás a szerbhorvát irodalmi nyelv helyesírási szótárával címmel.

## Az újvidéki megállapodás szövege
A megállapodás lényege tíz pontba szedve a következő:
1. A szerbek, horvátok és montenegróiak nemzeti nyelve egyetlen nyelv. Ezért az irodalmi nyelv, amely két fő központ, Belgrád és Zágráb körül alakult ki, egy nyelv, két kiejtéssel, ijé-ző és e-ző.
2. A nyelv elnevezésének utalnia kell a hivatalos használatban lévő két alkotórészére.
3. A latin és a cirill betűk azonosak; ezért a szerbeknek és a horvátoknak egyaránt meg kell tanulniuk mindkét ábécét, ami elsősorban iskolai végzettséggel fog megvalósulni.
4. Mindkét kiejtés, az e-ző és az ijé-ző, szintén minden tekintetben egyenlő.
5. A Matica Srpska együttműködik a Matica hrvatskával a közös nyelv új szótárának elkészítésében.
6. Az egységes terminológia kialakításának kérdése is azonnali megoldást igénylő probléma. Meg kell alkotni a gazdasági, tudományos és kulturális élet minden területére vonatkozó terminológiát.
7. Mindkét fél együttműködik egy közös helyesírási kézikönyv összeállításában.
8. Határozottan meg kell szüntetni a horvát-szerb irodalmi nyelv természetes és normális fejlődése elé állított mesterséges akadályokat. Meg kell akadályozni a szövegek ártalmas önkényes fordításait, és tiszteletben kell tartani a szerzők eredeti szövegeit.
9. Az ortográfia és terminológia megalkotásával foglalkozó bizottságról a három egyetem (Belgrádban, Zágrábban és Szarajevóban), a két akadémia (Zágrábban és Belgrádban), valamint az újvidéki Matica Srpska és a zágrábi Matica hrvatska dönt.
10. Ezeket a téziseket a Matica Srpska a Szövetségi Végrehajtó Tanács, valamint a Szerb Népközátrsaság, a Horvát Népköztársaság, a Bosznia és Hercegovinai Népköztársaság és a Montenegrói Népköztársaság, a belgrádi, zágrábi és szarajevói egyetemek, valamint az zágrábi és belgrádi akadémiák, valamint a zágrábi Matica hrvatska rendelkezésére bocsátja, és napilapokban, folyóiratokban fognak megjelenni.

A „Novosadski” azaz „Újvidéki” helyesírás kiadványában szerepelnek az újvidéki megállapodás aláírói, elhallgattatva Stjepan Ivšić (az egyik legelismertebb horvát nyelvész) fenntartásait, aki aláírását attól tette függővé, hogy az újvidéki megállapodás nem szolgálja majd a latin betűs közhasználatban az ijekavi-stokav nyelvjárások elnyomását. Azzal, hogy a nyelv nevében megváltozott a sorrend, azaz szerb-horvátról horvát-szerbre változott, semmi lényeges nem történt - megmaradt az unitarista vágy a fából vaskarika megvalósítására. Mivel sem akarat, sem lehetőség nem volt a kiinduláshoz visszatérni, elkezdődött az a folyamat, hogy legalább a menthetőt a megmentsék. Ezért a nem létező nyelv két változatáról születtek elméletek: a szerbről és a horvátról, vagy másképpen a zágrábiról és a belgrádiról. Érdekesség, hogy a változatok elméleti vitája a szerb oldalról indult akkor, amikor már nehéz, sőt szinte lehetetlen volt eltörölni a hivatalos nyelvekre vonatkozó alkotmányos rendelkezéseket.

## Az újvidéki megállapodás összeomlása
Az újvidéki megállapodás nem tetszett néhány horvát nyelvésznek, köztük azoknak, akik mivel nem akartak azonnal nyilvánosan ellenkezni, aláírták azt. Ezek a nyelvészek elégedetlenek voltak a megjelent szótárak és írásmódok miatt, amelyekben a nyelvet az újvidéki egyezmény értelmében horvát-szerbnek nevezték. Ezért 1967-ben kiadták a Nyilatkozatot a horvát irodalmi nyelv nevéről és helyzetéről, amelyben az újvidéki megállapodással kapcsolatos negatív véleményüket fejezték ki. Tekintettel ennek az indokolt lépésnek az egyoldalúságára, a szélesebb jugoszláv közvélemény elítélte azt. Ezzel a nyilatkozattal a Matica hrvatska felmondta az újvidéki megállapodást és leállította a közös helyesírás, a közös szótár kidolgozását, valamint az új írásmód létrehozását. 1971-ben jelent meg a népies nevén „Londonac”, azaz Stjepan Babić, Božidar Finka és Milan Moguš horvát helyesírása, amelyet aztán Londonban adtak ki fototípia formájában. Az országban nem jelent meg, így osztozott a „horvát tavasz” sorsában. Ezt az írásmódot Jugoszláviában nem használták, ma viszont már általános közhasználatban van. Miután korábban az újvidéki megállapodást a Matica hrvatska is elutasította 1971. július 1-jén a Horvát Írószövetség is felmondta a megállapodást.

## Fordítás
Ez a szócikk részben vagy egészben  a   Novosadski dogovor című horvát Wikipédia-szócikk ezen változatának fordításán alapul.  Az eredeti cikk szerkesztőit annak laptörténete sorolja fel. Ez a jelzés csupán a megfogalmazás eredetét és a szerzői jogokat jelzi, nem szolgál a cikkben szereplő információk forrásmegjelöléseként.